# Long View
Long View es un pueblo ubicado en el condado de Burke y condado de Catawba en el estado estadounidense de Carolina del Norte. La localidad en el año 2000, tenía una población de 4.722 habitantes en una superficie de 9.1 km², con una densidad poblacional de 517.1 personas por km².

## Geografía
Long View se encuentra ubicado en las coordenadas 35°43′34″N 81°23′2″O / 35.72611, -81.38389. Según la Oficina del Censo, la localidad tiene un área total de 9,1 km² (3,5 mi²), de la cual 9,1 km² (3,5 mi²) es tierra y 0 km² (0 mi²) (0.0%) es agua.

### Localidades adyacentes
El siguiente diagrama muestra a las localidades en un radio de 8 kilómetros (5 mi) de Long View.

## Demografía
En el 2000 la renta per cápita promedia del hogar era de $33.491, y el ingreso promedio para una familia era de $40.175. El ingreso per cápita para la localidad era de $16.801. En 2000 los hombres tenían un ingreso per cápita de $28.333 contra $23.272 para las mujeres. Alrededor del 15.30% de la población estaba bajo el umbral de pobreza nacional.